# Calathus erratus
Calathus erratus é uma espécie de insetos coleópteros pertencente à família Carabidae.
A autoridade científica da espécie é C.R. Sahlberg, tendo sido descrita no ano de 1827.
Trata-se de uma espécie presente no território português.